# Thorictus fairmairei
Thorictus fairmairei is een keversoort uit de familie spektorren (Dermestidae). De wetenschappelijke naam van de soort werd in 1873 gepubliceerd door Raffray in Fairmaire & Raffray.